# Granat Point
Der Granat Point ist eine Landspitze an der Südküste von Südgeorgien im Südatlantik. Ihr unmittelbar südlich vorgelagert ist Tidespring Island. Die Landspitze gehört zu den Brutgebieten des Riesensturmvogels und des Wanderalbatros.
Das UK Antarctic Place-Names Committee benannte sie 2009. Namensgeber ist der Walfänger Granat, der 1925 infolge einer Kollision mit einem Rifffelsen im Eisfjord gesunken war.